# Festival Internacional de Tango de Jerez
El Festival Internacional de Tango de Jerez es un festival de danza y música relativo al tango que anualmente se celebra en la ciudad de Jerez de la Frontera (Andalucía, España).
Se fundó en 2006 y, consolidado, sigue en la actualidad.

## Origen
Con el fin de enriquecer la actividad cultural durante en Jerez de la Frontera, en 2006 se inauguró su primer Festival Internacional de Tango, que tiene lugar durante las primeras semanas del verano. La musicalidad de la ciudad andaluza permite la perfecta conexión entre el tango y el flamenco, la fusión cultural entre dos tierras de vino y el íntimo lazo histórico del Río de la Plata y el valle del Guadalete, ya que ambas fueron zonas de llegadas y venidas entre continentes y en ambas se mezclaron civilizaciones y culturas. 
El festival se ha consolidado como uno de los más relevantes en Andalucía en cuanto a música iberoamericana.

## Actividades
Algunas actividades realizadas durante el festival
- Actuaciones de tango-canción
- Actuaciones de tango-danza
- Exposición de carteles de Tango
- Conferencias
- Milonga de trasnoche
- Animación Urbana y baile popular en la calle
- Clases Magistrales

## Escenarios
Los principales escenarios en la ciudad
- Alcázar de Jerez
- Jardines de Eslava
- Cine Astoria
- Damajuana
- Plaza del Arenal

Algunos de los artistas que han pasado por el festival son Ensemble Río de la Plata, Javier Ruibal, AlycrisTango, Generación Tango, Diego Escobar, Angie Staudinger, Anabella Zoch, Liliana Rodríguez, Silvana Gregori, Melchor Campuzano, Manuel Ricardez o Cuarteto Mai Kikuchi. 